# Barrow County
Das Barrow County ist ein County im Bundesstaat Georgia der Vereinigten Staaten. Der Verwaltungssitz (County Seat) ist Winder.

## Geographie
Das County hat eine Fläche von 422 Quadratkilometern, wovon zwei Quadratkilometer Wasserfläche sind. Es grenzt im Uhrzeigersinn an folgende Countys: Jackson County, Oconee County, Walton County, Gwinnett County und Hall County.
Das County ist Teil der Metropolregion Atlanta.

## Geschichte
Das Barrow County wurde am 7. Juli 1914 aus Teilen des Walton, Gwinnett und Jackson County gebildet und nach David Crenshaw Barrow, einem ehemaligen Dekan der University of Georgia benannt.
1786 war das Land noch von den Indianern bewohnt. Die ersten waren wohl die Creek-Indianer. Sie nannten das Gebiet Snodon. Die ersten Weißen kamen und tauschten billige Glasperlen und bunten Stoff gegen das Land entlang des Mulberry River. Lon Drager baute 1794 eine Blockhütte an der Stelle, die als Black Gum Hollow bekannt war. Wie sich später herausstellte, war das der Platz der Indianersiedlung Snodon. Später wurde aus der Blockhütte der Gasthof Jug Tavern. 1819 wurde in der „Truman Smith Mühle“ die erste Poststation eröffnet sowie ein Büro für den Friedensrichter. 1887 wurde von der Eisenbahngesellschaft „Gainesville, Jefferson and Southern“ (später Gainesville Midland Railway) die Eisenbahnlinie erbaut, mit Stationen in Bethlehem, Jug Tavern und Mulberry.
1892 wurde die Stadt Auburn gegründet. Benannt wurde sie nach dem roten Ton in der Gegend, der zum Färben der Kleidungsstücke benutzt wurde. 1893 wurde die Stadt Winder, ehemals Jug Tavern, aufgenommen. Jug Tavern wurde zu Ehren des Eisenbahnpioniers John Winder, der die Schienen durch die Stadt verlegen ließ, umbenannt. Zu dieser Zeit land die Stadt Winder in 3 verschiedenen Countys. 1897 begann A. H. O’Neal, als erster Industrieller in der Stadt, Softdrinks unter dem Namen Winder Bottling herzustellen. Zwei seiner Produkte hießen Red Rock Gingerale und Beerwine. Er machte damit die Stadt im ganzen Land bekannt und nur wenige Jahre später hatten sich weitere namhafte Betrieb angesiedelt, wie die Bell Overall Olant oder die First National Bank. 1905 wurde das erste Auto in der Gegend des späteren Barrow County gekauft.
1914 wurde Barrow County gegründet. Es war das einzige County, das nach einer noch lebenden Person benannt wurde. 1929 wurde der erste Flughafen in der Gegend eröffnet. 1931 wurde Richard B. Russell aus dem Barrow County Gouverneur von Georgia. Bis heute ist er der jüngste Gouverneur in der Geschichte Georgias. 1950 war die Grundsteinlegung für das Winder-Barrow Hospital. 1960 gibt es bereits 2.700 Telefonanschlüsse im County, von denen 1969 schon Selbstwähl-Ferngespräche möglich sind. 1972 wird das Holly Hill Mall Shopping Center eröffnet. Zur gleichen Zeit brennt die Winder-Barrow High School nieder. Die 80er Jahre waren das Jahrzehnt der Restaurants entlang des Highway 29 in Winder. McDonald’s eröffnete als erster ein Restaurant und alle anderen folgten wie: Burger King, Arby’s, Captain D’s Taco Bell, Pizza Hut und Golden Corral, um nur einige zu nennen.

## Demographische Daten
Laut der Volkszählung von 2010 verteilten sich die damaligen 69.367 Einwohner auf 23.971 bewohnte Haushalte, was einen Schnitt von 2,88 Personen pro Haushalt ergibt. Insgesamt bestehen 26.400 Haushalte.
76,0 % der Haushalte waren Familienhaushalte (bestehend aus verheirateten Paaren mit oder ohne Nachkommen bzw. einem Elternteil mit Nachkomme) mit einer durchschnittlichen Größe von 3,28 Personen. In 42,6 % aller Haushalte lebten Kinder unter 18 Jahren sowie in 19,7 % aller Haushalte Personen mit mindestens 65 Jahren.
30,7 % der Bevölkerung waren jünger als 20 Jahre, 29,1 % waren 20 bis 39 Jahre alt, 26,1 % waren 40 bis 59 Jahre alt und 14,1 % waren mindestens 60 Jahre alt. Das mittlere Alter betrug 34 Jahre. 49,3 % der Bevölkerung waren männlich und 50,7 % weiblich.
78,8 % der Bevölkerung bezeichneten sich als Weiße, 11,4 % als Afroamerikaner, 0,3 % als Indianer und 3,4 % als Asian Americans. 3,8 % gaben die Angehörigkeit zu einer anderen Ethnie und 2,3 % zu mehreren Ethnien an. 8,7 % der Bevölkerung bestand aus Hispanics oder Latinos.
Das durchschnittliche Jahreseinkommen pro Haushalt lag bei 53.256 USD, dabei lebten 13,5 % der Bevölkerung unter der Armutsgrenze.

## Kultur und Sehenswürdigkeiten

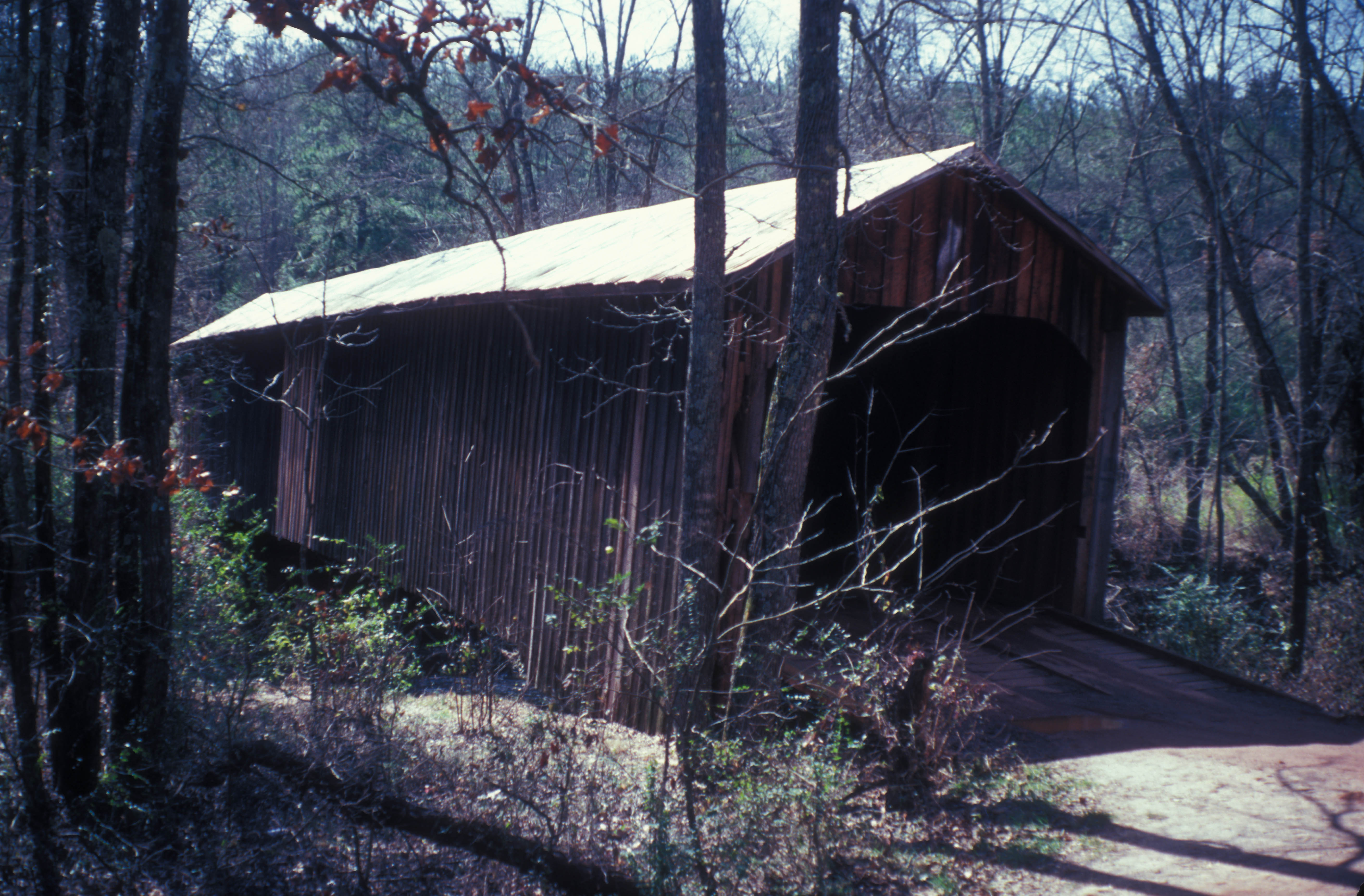
Kilgore Mill Covered Bridge and Mill Site nahe Bethlehem (2006). Die gedeckte Brücke wurde 1894 errichtet und überquert den Apalachee River. Im April 1975 wurde sie als erstes Objekt im County in das NRHP eingetragen.

15 Bauwerke, Stätten und Historic Districts („historische Bezirke“) im Barrow County sind im National Register of Historic Places („Nationales Verzeichnis historischer Orte“; NRHP) eingetragen (Stand 12. April 2023), darunter das ehemalige Gerichts- und Verwaltungsgebäude, zwei Kirchen und eine gedeckte Brücke.

## Orte im Barrow County
Orte im Barrow County mit Einwohnerzahlen der Volkszählung von 2010:
Cities:
- Auburn – 6.887 Einwohner
- Statham – 2.408 Einwohner
- Winder (County Seat) – 14.099 Einwohner

Towns:
- Bethlehem – 601 Einwohner
- Braselton – 7.511 Einwohner
- Carl – 255 Einwohner

Census-designated place:
- Russell – 1.203 Einwohner